# دانشگاه کاتولیک آمریکا
دانشگاه کاتولیک آمریکا (به انگلیسی: The Catholic University of America) یک دانشگاه تحقیقاتی خصوصی در شهر واشینگتن دی‌سی آمریکا است که در سال ۱۸۸۷ میلادی بنانهاده شده‌است.

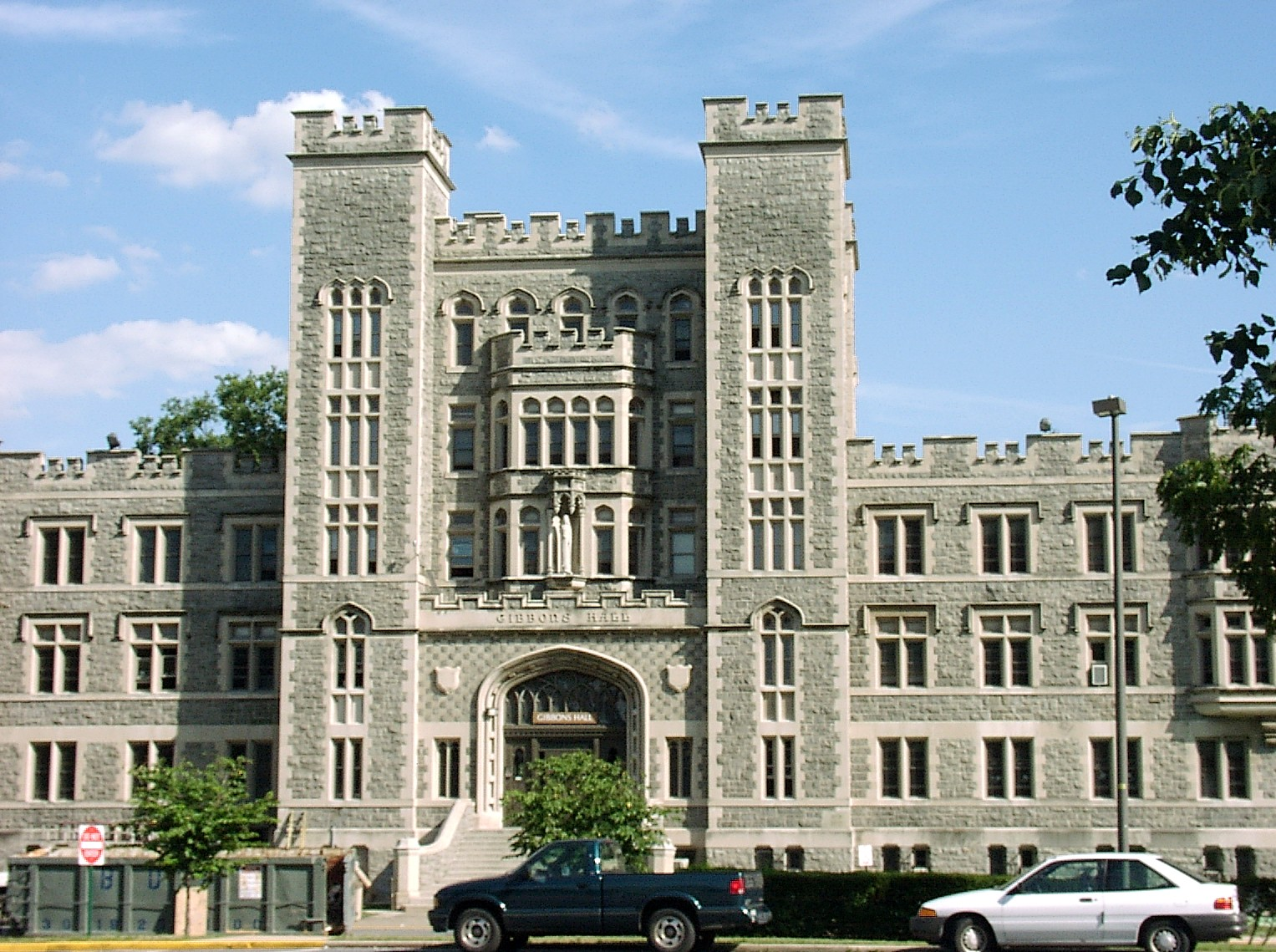
نمایی از ساختمان «گیبسون»